# 李有渊
李有渊（韩语： I Yuyeon，2000年9月4日—），韩国男子游泳运动员，主攻中长距离自由泳，曾获得2022年亚洲运动会男子4×200米自由泳接力金牌，他也曾参加2020年夏季奥林匹克运动会。